# (37312) 2001 PJ62
2001 PJ62 (asteroide 37312) é um asteroide da cintura principal. Possui uma excentricidade de 0.08188770 e uma inclinação de 9.97392º.
Este asteroide foi descoberto no dia 13 de agosto de 2001 por NEAT em Palomar.